# Підводний музей (Канкун)
Підводний музей у Канкуні (ісп. Museo Subacuático de Arte, також відомий як MUSA) — це музей, що знаходиться в Канкуні, Мексика, створений для охорони природи.
Музей має понад 450 скульптур, що занурені на глибину від восьми до десяти метрів в Карибське море в Національному морському парку Канкуна. Скульптури виготовлені з рН-нейтрального цементу, який є нешкідливим для морського життя, і сприяє росту коралових рифів. Перед тим, як статуї поміщали в море, їх ретельно промивали, щоб видалити всі шкідливі хімічні речовини.
До оригінальних композицій музею належать «Тиха еволюція», «Колекціонер втрачених надій», «Людина у вогні», «Інерція», «Що ми наробили?».
Створенням музею займався британський скульптор Джейсон де Кайрес Тейлор з метою врятувати природні коралові рифи, які знаходяться поблизу, створивши альтернативне місце для дайверів.
Початковий бюджет проєкту — 350 тисяч доларів. Роботу над музеєм почали в 2009 році, а офіційне відкриття відбулося в листопаді 2010 року.